# Twifo/Hemang/Lower Denkyira District
Twifo/Hemang/Lower Denkyira District (auch: Lower Denkyira) ist einer von 13 Distrikten der Central Region von Ghana. Er wurde 1988 gegründet und grenzt an die Distrikte Upper Denkyira, Assin North, Assin South, Abura/Asebu/Kwamenkese, Komenda/Edina/Eguafo/Abirem und Cape Coast Municipal in der Central Region. Lower Denkyira grenzt ebenfalls an die Western Region mit ihren Distrikten Wasa Amenfi East, Shama Ahanta East Metropolitan und Mpohor/Wassa East. Chief Executive des Distriktes mit der Hauptstadt Twifo-Praso und 110.352 Einwohnern ist Samuel Y. A. Kessie.

## Geographie
Der Distrikt erhebt sich auf einer Höhe zwischen 76 und 91 Metern über dem Meeresspiegel. Mit dem Fluss Pra und seinen Nebenflüssen Obuo, Bimpong und Ongua ist eines der wichtigsten Entwässerungssysteme des Landes im Distrikt gelegen. Im Distrikt gibt es im Juni und Oktober jeweils eine Hauptregenzeit mit einer durchschnittlichen jährlichen Niederschlagsmenge von 1750 mm.
Beinahe über den gesamten Distrikt verteilt wächst tropischer Regenwald, der allerdings kaum noch unberührt ist. Mit dem Kakum-Nationalpark ist einer der wichtigsten touristischen Ausflugsziele im Distrikt gelegen. Weitere Waldreservate sind das Bimpong Forest Reserve, Pra Suhyen Forest Reserve, Minta Forest Reserve und Bunsaben Forest Reserve. Alle Waldschutzgebiete und der Kakum-Nationalpark bedecken zusammen ein Gebiet von 288 km², also 24 Prozent des Distriktes.

## Bevölkerung
Im Jahr 1970 lebten im Distrikt 53.066 Menschen, 1984 bereits 95.988 und im Jahr 2000 waren es 107.787 Menschen. Heute liegt die jährliche Bevölkerungswachstumsrate bei 2,2 Prozent und damit wesentlich über dem nationalen Durchschnitt vom 1,8 Prozent. Auch die Geschlechterverteilung im Distrikt hat sich in den letzten Dekaden erheblich verändert. Noch 1970 entfielen statistisch gesehen 109 Männer auf 100 Frauen, 1984 waren etwa gleich viele Männer wie Frauen im Distrikt ansässig, im Jahr 2000 entfielen 99 Männer auf 100 Frauen. In den siebziger Jahren führte insbesondere eine Migrationsbewegung von Männern auf der Suche nach Arbeit in der Landwirtschaft zu einem Anstieg der männlichen Bevölkerung.
Die Gesamtbevölkerung verteilt sich auf 1.510 Siedlungen. Lediglich Twifo-Praso (11.853 Einwohner) und Hemang (8.240 Einwohner) haben eine Bevölkerung über 5.000 Einwohnern und statistisch gesehen städtischen Charakter. In städtischer Umgebung leben damit 14 Prozent der Bevölkerung. Weitere größere Siedlungen sind Jukwa, Mampong, Wawase, Krobo und Nyenase. Alle größeren Siedlungen liegen an der wichtigen Zufahrtsstraße zwischen Cape Coast, Twifo-Praso und Dunkwa.

## Wahlkreise
Im Distrikt Lower Denkyira sind zwei Wahlkreise eingerichtet worden. Im Wahlkreis Hemang-Lower Denkyira errang Benjamin Bimpong Donkor für die Partei New Patriotic Party (NPP) bei den Parlamentswahlen 2004 den Sitz im ghanaischen Parlament. Im Wahlkreis Twifo-Atii Morkwaa gelang dieses Elisabeth Amoah-Tetteh von der Partei National Democratic Congress (NDC).

## Ortschaften
| - Twifo-Praso - Twifo-Hemang - Jukwa - Twifo-Mampong - Wawase - Krobo - Nyenase | - Twifu Ayiase - Mfuom - Ampenkro - Wamaso - Ntafrewaso - Nuamakrom - Mampona | - Ankaako - Burukuso - Kyiaboso (Chiaboso) - Twifo Agona - Denkyira Odumase - Twifo Aduabeng |